# Goodbye (The Humans)
Goodbye (dall'inglese: addio) è un singolo del gruppo musicale romeno The Humans, pubblicato il 12 gennaio 2018 da Roton Music.
È stato composto da Alexandru Matei e Alin Neagoe e scritto in lingua inglese da Cristina Caramarcu.
Il brano ha rappresentato la Romania all'Eurovision Song Contest 2018, classificandosi all'11º posto nella seconda semifinale e non qualificandosi per la finale dell'evento. 

## Partecipazione all'Eurovision Song Contest
Il brano ha preso parte alla Selecţia Naţională 2018, processo di selezione nazionale romeno per l'Eurovision Song Contest. Nella serata finale del programma il gruppo è stato proclamato vincitore, ottenendo il diritto di rappresentare la Romania all'Eurovision Song Contest 2018, di Lisbona, in Portogallo.
Sorteggiata per la partecipazione nella seconda semifinale, la Romania si è esibita 2ª, classificandosi 11ª con 107 punti e non qualificandosi per la finale.

## Tracce
Download digitale
1. Goodbye – 3:00